# AŽD Praha

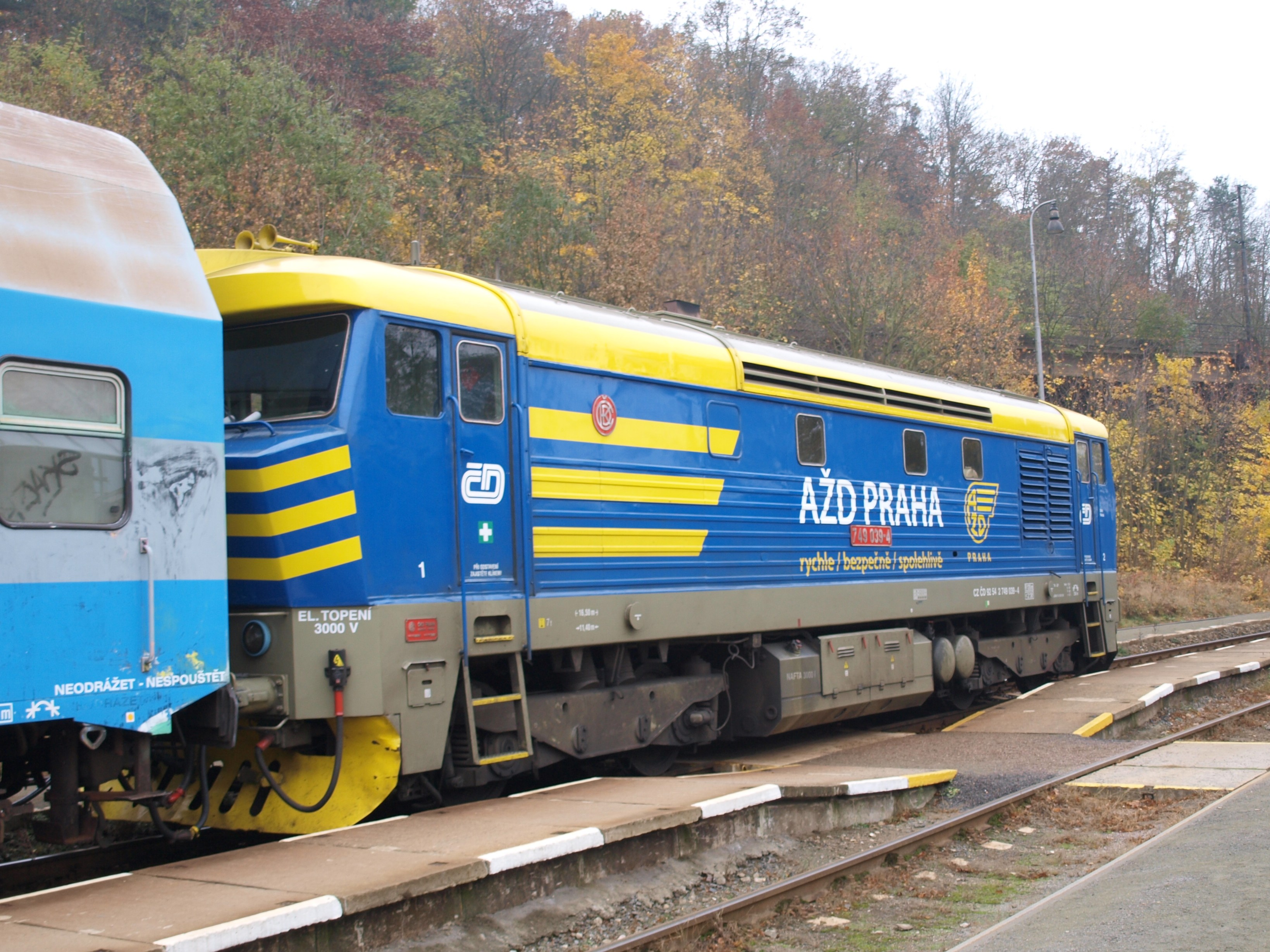
Lokomotiva 749.039 Českých drah v reklamním nátěru AŽD Praha

AŽD Praha s.r.o. je soukromá obchodní společnost zabývající se zejména vývojem a výrobou sdělovací, zabezpečovací a signalizační techniky pro drážní dopravu, světelných signalizačních zařízení pro silniční dopravu a množstvím dalších doplňkových a souvisejících činností. Od svého vzniku 17. listopadu 1992 do přejmenování na dnešní název 27. září 1993 se jmenovala AUDOC Praha s. r. o. Od října 1998 sídlí v Praze 10-Záběhlicích v Žirovnické ulici; v 90. létech sídlila v Ukrajinské ulici ve Vršovicích. Základní kapitál je složen z 26 stejně velkých obchodních podílů, které vlastní různé fyzické osoby. Tato společnost je nástupcem státního podniku Automatizace železniční dopravy Praha (zkratka dala nynější název), který v roce 1993 svoji obchodní činnost ukončil.
AŽD Praha s. r. o. má kolem 2000 zaměstnanců a roční obrat přes 3 miliardy Kč.

## Historie společnosti

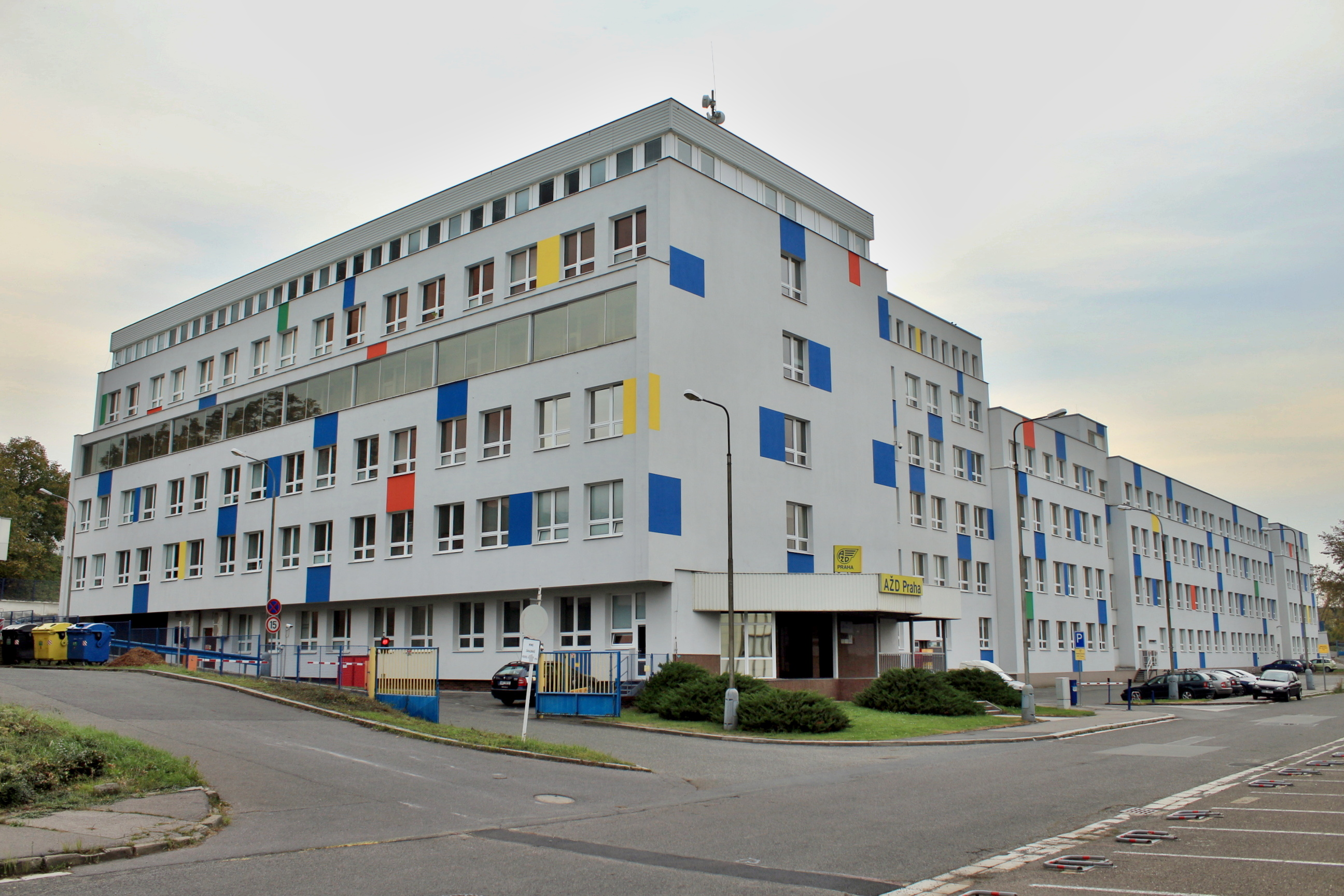
Budova AŽD Praha-Záběhlice

### Předchůdci
V roce 1954 ministerstvo dopravy ČSR zřídilo tři železniční podniky: ČSD – Výroba sdělovacích a zabezpečovacích zařízení, ČSD – Stavba a montáž sdělovacích a zabezpečovacích zařízení a ČSD – Ústřední zásobovací sklad sdělovací techniky. V roce 1958 byly sloučeny do jednoho podniku s názvem Výroba a výstavba sdělovacích a zabezpečovacích zařízení (VVSZZ) a se sídlem v Praze; současně byla z ministerstva do tohoto podniku delimitována výzkumná a vývojová základna. Podnik se stal generálním dodavatelem železničních sdělovacích a zabezpečovacích zařízení v Československu a jejich hlavním exportérem.
V roce 1961 byl podnik přejmenován na Automatizace železniční dopravy Praha. V roce 1964 se ze strahovského stadionu přestěhovalo ředitelství do Vršovic do Ukrajinské ulice. Dne 1. dubna 1971 byl k podniku AŽD Praha přidružen podnik AŽD Bratislava a vznikla VHJ AŽD.
1. července 1989 byl založen státní podnik Železniční stavby a montáže, kombinát, se sídlem v Bratislavě. Jeho součástmi byly kombinátní podnik AŽD Praha a kombinátní podnik AŽD Bratislava. Od 1. července 1990 byly oba kombinátní podniky vyčleněny z kombinátu a založeny jako nové státní podniky Automatizace železniční dopravy Praha a Automatizácia železničnej dopravy Bratislava. Automatizace železniční dopravy Praha, státní podnik (IČ 000 03 026) se sídlem v Ukrajinské ulici ve Vršovicích byl založen zakládací listinou federálního ministerstva dopravy ČSFR z 26. června 1990 a zapsán do obchodního rejstříku 29. června 1990.

### Privatizace
Majetek státního podniku byl rozhodnutím ministra dopravy ČR z 26. května 1993 převeden na Fond národního majetku za účelem prodeje. Podnik byl zařazen ve druhé etapě privatizace podniků Ministerstva dopravy. Podle koncepce ministra Vladimíra Dlouhého bylo navrhováno vytvořit z jednotlivých závodů AŽD 8 samostatných podniků. Byly odmítnuty nabídky tří významných zahraničních investorů: Siemens chtěla pouze malou část s asi 100 špičkovými techniky, Alcatel trval na podmínce, že ČSD bude kupovat nejméně 50 % zabezpečovacích zařízení od ní, ABB (budoucí ADtranz, dnes Bombardier) chtěla podnik přetvořit na holding a nabízela příliš nízkou cenu. V polovině roku 1992 byly posuzovány tři privatizační projekty: vedení státního podniku navrhovalo jej přetvořit v akciovou společnost se státní účastí, další privatizační projekty zpracovala moravská firma MORA a firma ABB zastoupená českou firmou PROCON. Projekt firmy MORA byl zamítnut, protože se netýkal celého podniku, projekt firmy ABB proto, že předpokládal rozštěpení podniku. Skupina manažerů AŽD mezitím založila vlastní AUDOC s.r.o. a v dodatku k povinnému privatizačnímu projektu navrhla prodat firmu jako celek této s.r.o. Ve veřejné soutěži konkurenční zájemce ABB nabídl nižší finanční částku jako prodejní cenu.

### Samostatná společnost
Proto se AUDOC Praha s. r. o. stala od 1. června 1993 právním nástupcem státního podniku Automatizace železniční dopravy Praha a přebrala jeho práva, povinnosti a závazky z předmětu podnikání; 27. září 1993 se přejmenovala na AŽD Praha s. r. o.
Dne 8. prosince 1993 bylo do obchodního rejstříku zaznamenáno vypořádání obchodní činnosti státního podniku a uzavření smluv o převodu průmyslového a jiného duševního majetku s novým nabyvatelem vyčleněného majetku. Privatizační agendu měl na starosti Ing. Zdeněk Procházka.
V roce 1997 začala společnost vydávat podnikový časopis Reportér AŽD.
V roce 2001 vznikla na Slovensku dceřiná společnost AŽD W Poprad, dodávající kabeláže firmě Whirlpool Poprad. Firma má nyní dceřiné společnosti kromě Česka a Slovenska také v Kazachstánu, Indii, Srbsku a Bulharsku.

## Výrobní program a zakázky

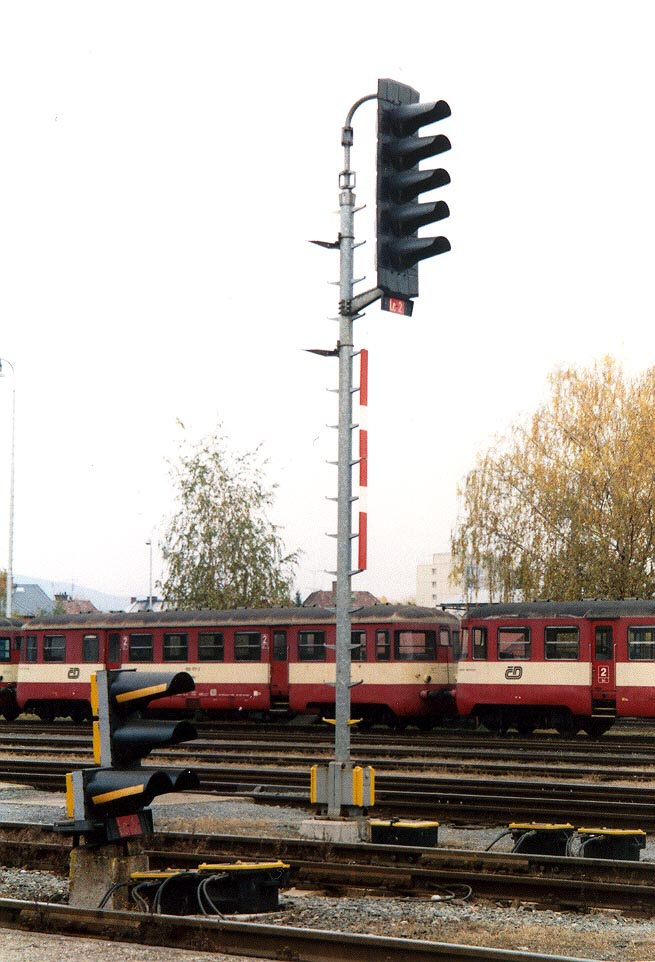
Světelná návěstidla AŽD Praha ve stanici Šumperk

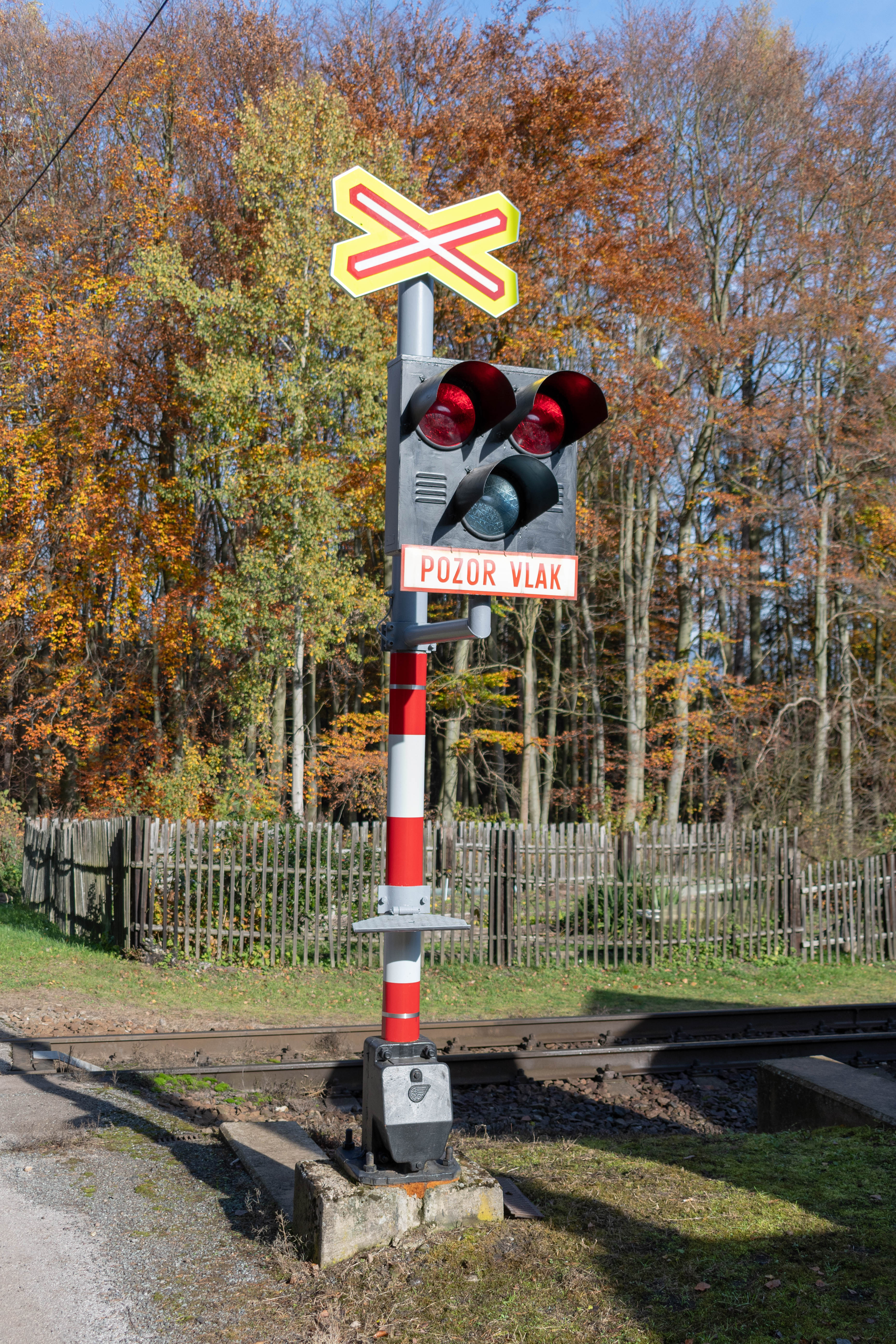
Přejezdový výstražník AŽD vzor 71

V roce 1959 závod v Brně zahájil výrobu světelných návěstidel. V roce 1961 podnik převzal výrobu železničních i pouličních zabezpečovacích zařízení od národního podniku Elektrosignál. V roce 1964 byl ve stanici Kunčice nad Labem poprvé zkoušen blokový systém reléového zabezpečovacího zařízení, v roce 1964 AŽD plně přešla na reléová zařízení. V letech 1964–1967 byla na trati Plzeň – Cheb zařízeními dodanými ze SSSR ve spolupráci s AŽD Praha zavedena dispečerská centralizace. V letech 1970–1971 získal podnik zakázku na dálkovou kabelizaci železnic v Maďarsku; další podobnou zakázku v Maďarsku měla v letech 1981–1983. AŽD se podílela i na zabezpečení první pražské trasy metra (zprovozněna 1974) i na dodávkách pro další trasy. V roce 1981 dodala AŽD Praha prostřednictvím východoněmeckého podniku WSSB Berlín asi 300 světelných železničních návěstidel do Iráku.
V roce 1972 AŽD Praha zajišťovala rozsáhlou výstavbu silničních světelných signalizačních zařízení na 80 křižovatkách v Praze. Křižovatkové řadiče byly vyráběny v licenci od německé firmy Signalbau Huber. V roce 1977 AŽD instalovala 43 přejezdových výstražných světelných zařízení a SSZ na 48 silničních křižovatkách; v tomto výrobním programu pokračovala i v dalších letech.
V roce 1984 se výrobní program rozšířil i na zařízení pro vodní, leteckou a městskou hromadnou dopravu a pokročil vývoj a aplikace elektronické a mikroprocesorové techniky. AŽD vyrobila bezpečnostní detekční rámy pro všechna československá letiště a pro německé letiště Berlin-Schönefeld.
V prvních dvou letech po privatizaci byla železniční výstavba silně utlumena a závody AŽD si nacházely náhradní program, například vodovody a vodotrysky, strojky na zatavování potravin do PE sáčků atd.
V roce 1997 bylo ve stanici Stará Boleslav instalováno první elektronické staniční zabezpečovací zařízení AŽD, ESA 11; v roce 2002 bylo zařízení ESA 11 Výzkumným ústavem železničním certifikováno v nejvyšší kategorii bezpečnosti SIL 4 podle evropských norem. V roce 2000 AŽD Praha s. r. o. uspěla v mezinárodní soutěži na slovenských železničních koridorech. V roce 2001 elektronický automatický blok AŽD obdržel zlatou medailí za nejlepší vystavovaný exponát na Mezinárodním strojírenském veletrhu Brno.
AŽD Praha s. r. o. vyrábí:
- staniční zabezpečovací zařízení (ESA 11, SZZ-ETB, ESA 11v, ESA 11d, DOZ 1, GTN, JOP, LDS)
- traťové zabezpečovací zařízení (ABE-1, elektronický autoblok)
- přejezdové zabezpečovací zařízení (PZZ-RE, PZZ-EA, PZZ-AC, AŽD 97-PV, AŽD 99A)
- napájecí systém (UNZ)
- vlakové zabezpečovací a automatizační zařízení (CRV & AVV, KBSE, LS 90)
- prostředky pro detekci vlaku (KO-3103, KOA1, PZN-1, DT 075 C, DT 075 E, STM 0,93B)
- venkovní světelná návěstidla a ukazatele (návěstidla AŽD 70, Návěstní svítilna s optikou, PUR, NDK-1, UR-3)
- zabezpečovací zařízení výhybek (EP 600, VZ 200, VSV, VSD, SPA, MSV, KPS)
- systémy pro metro (ATC LZA, ATO ACBM3, ATP SOP-2P)
- zabezpečovací relé
- zařízení silničních světelných signalizačních zařízení (MR-11 a MR-22, Vnější zařízení křižovatek, STOD 1, PAN 08), světelné zvýraznění přechodů pro chodce
- parkovací systémy, tunelové systémy (např. v tunelu Valík a v tunelovém komplexu Blanka)
- kamerové (SPEEDCON, SPEEDCON-mobil, ENTRYCON, REDCON, REDRAIL, MUR-05, WEIGHTCON, VANTAGE Iteris) a monitorovací (DOCENT, HIGHVISION) systémy, informační radary
- veřejné osvětlení
- dětská dopravní hřiště
- telefonní a rozhlasová technika zejména pro použití v dopravě, ale i např. pro ozvučení obce nebo stadionu
- datová skříň LAURA a rozvaděčová skříň MEFISTO
- překážková návěstidla k označení překážek letového provozu (komíny, stožáry, budovy)
- turniket TNK1
- detektory par a plynů

## Obvinění Drážní inspekcí
Generálního ředitele AŽD Praha s. r. o. Zdeňka Chrdleho jmenoval generální ředitel Drážní inspekce Roman Šigut v souvislosti s tím, že se podle něj „politici, úředníci a soukromá firma spojili a vyvinuli extrémní tlak k ovlivnění vyšetřování“ železniční nehody 19. května 2008 v Moravanech. Spor vznikl ohledně způsobu, jakým Drážní inspekce informovala Evropskou železniční agenturu o bezpečnostní mezeře, která způsobila nehodu v součinnosti se staničním zabezpečovacím zařízením ESA 11, ačkoliv se obě strany sporu shodují na tom, že zařízení reagovalo podle norem. Generální ředitel Zdeněk Chrdle vyčetl Drážní inspekci, že kvůli ní AŽD zřejmě ztratí zakázku v Litvě za 1,3 miliardy korun.[zdroj?]
Firma jako dodavatel technologie zabezpečení přejezdů opakovaně (a úspěšně) obhajuje bezpečnost funkce zařízení mj. při četných železničních neštěstích na přejezdech.[zdroj⁠?!]

## Nákup tratí
Na konci ledna 2016 bylo oznámeno, že podle materiálu poslaného ministerstvem dopravy do meziresortního připomínkového řízení by tratě Dolní Bousov – Kopidlno a Čížkovice – Obrnice stát měl prodat společnosti AŽD Praha, přičemž prodej ještě čeká na souhlas vlády. Za obě tratě má celkem zaplatit 10,7 milionu Kč. V soutěži o trať Čížkovice – Obrnice byla jediným zájemcem, v případě trati Dolní Bousov – Kopidlno dal nabídku ještě nejmenovaný manželský pár, ale s výrazně nižší cenou. AŽD Praha chtěla obě tratě využít jako zkušební polygony pro vyvíjené nové zabezpečovací technologie s využitím satelitních systémů. Plánovala na tratích zachovat provoz a v rámci možností tratě opravit a umožnit i ostatním dopravcům tratě využívat. V podmínkách smlouvy je povinnost nového majitele zachovat trať v provozuschopném stavu dalších pět let. O nákupu dalších tratí společnost zatím neuvažuje. Podle pozdějších informací AŽD nakonec obě trati skutečně koupila.
V lednu 2017 generální ředitel AŽD Praha Zdeněk Chrdle v rozhovoru pro interní firemní časopis AŽDinfo uváděl, že společnost chce do roku 2020 vyvinout systém, díky němuž budou vlaky na regionálních tratích jezdit bez strojvedoucích a který bude mít plnou integritu bezpečnosti a bude umět reagovat na možná nebezpečí na přejezdech, ale i na širých tratích. K testování systému chtěla využít obě dvě své regionální tratě. Idnes.cz jak příklad skeptického názoru lidí z oboru uvedla názor strojvedoucího, kterému takový plán přišel spíše jako z nějakého silvestrovského čísla. Společnost AŽD Praha však na dotazy iDNES.cz potvrdila, že na vývoji vlaků bez strojvůdce skutečně pracuje, vývoj navazuje na již ověřené či ověřované systémy AŽD v metru a železničních tratích a systém bude doplněn speciálním řídicím systémem MSV elektronika a doplněn čidly a speciálními kamerami s vysokou rozlišovací schopností. Regionální tratě si společnost vybrala záměrně kvůli slabšímu provozu a jednoduššímu řízení.

## Provozování osobní dopravy
Na rok 2017 AŽD Praha vydala jízdní řád pro svou linku T4 po trati Čížkovice – Obrnice a od dubna 2017 zde také jezdí. V něm je potvrzen sezónní (duben – říjen) víkendový provoz dvou párů vlaků z Lovosic do Mostu a jednoho z Lovosic do Třebívlic, od GVD 2017/2018 jsou vedeny všechny vlaky po celé trase. Dopravu objednal Ústecký kraj a jeho tarif také na trati platí. AŽD spojení měla realizovat pronajatým motorovým vozem řady 831 zálohovaným vlastním motorovým vozem řady 810.
Od 15. prosince 2019 získala společnost od Ústeckého kraje bez výběrového řízení zakázku na provozování osobní železniční dopravy na lince U10 Litoměřice – Lovosice – Most, jejíž převážná část vede po trati Čížkovice – Obrnice, přičemž stanice a zastávky Obrnice, Sedlec u Obrnic, Skršín, Sinutec a Semeč mají všechny vlaky projíždět bez zastavení. Má nasadit modernizované jednotky RegioSprinter.
Na své druhé trati, Dolní Bousov – Kopidlno, se své vlaky provozovat pravidelně nechystá. V létě tam za přispění okolních obcí o víkendech provozuje vlaky Mladoboleslavský železniční spolek a AŽD mu to podle svého vyjádření z roku 2017 nechce brát.